# María Lourdes Albertos
María Lourdes Albertos Firmat (León, 20 de noviembre de 1927- Valladolid, 1986) es una filóloga española especializada en onomástica hispánica antigua. Es autora de numerosos trabajos.

## Biografía
Albertos nació en León y se licenció en Filología Clásica por la Universidad de Salamanca, realizando su tesis doctoral sobre “La onomástica primitiva de España: Tarraconense y Bética” en 1958. Ganó una cátedra de latín de Enseñanzas Medias y fue profesora de latín o francés en los Institutos de Baeza (Jaén)(1954), Astorga (León) (1955), Vitoria, Logroño (La Rioja) y Valladolid (1975).Participó en el trabajo de campo arqueológico en las excavaciones de los enclaves alaveses de Henayo (1969-1970), Berbeia (1972) y Cabriana (1970-1972). Fue discípula de Antonio Tovar Llorente. Realizó trabajos sobre antroponimia de la Hispania prerromana.

## Publicaciones
- 1952. Nuevas divinidades de la antigua Hispania, Zephyrus 3:49-63.[4]
- 1964. Nuevos antropónimos hispánicos, Emerita 32:209-252.[5][6]
- 1965. Nuevos antropónimos hispánicos, Emerita 33.1:109-143.
- 1966. La onomástica personal primitiva de Hispania: Tarraconense y Bética, Acta Salmanticensia 13, Salamanca.[7]
- 1972a. Nuevos antropónimos hispánicos (2a serie), Emerita 40.1:1-29.[8]
- 1972b. Nuevos antropónimos hispánicos, Emerita 40.2:287-318.
- 1972c. Los nombres eúscaros en las inscripciones Hispanorromanas y un Ibarra entre los Vettones, Arqueología Alavesa 5:213-218.[9]
- 1974. El culto a los montes entre los galaicos, astures y berones y algunas de las deidades más significativas. Estudios de Arqueología Alavesa 6:147-157.[10]
- 1974-75. Los célticos supertamáricos en la epigrafía, Cuadernos de Estudios Gallegos XXIX:313-318.[11]
- 1975. Organizaciones suprafamiliares en la España antigua, BSAA, XL-XLI.[12]
- 1978. A propósito de la ciudad autrigona de Vxama Barca, Estudios de arqueología alavesa 9:281-291.[13]
- 1979. Vettones y Lusitanos en los Ejércitos Imperiales, Estudios dedicados a Carlos Callejo Serrano Cáceres, 31-51.[14]
- 1983. Teónimos hispanos. En José María Blázquez, Primitivas religiones ibéricas. II. Religiones prerromanas: 477-478. Madrid: Ediciones Cristiandad.[15]
- 1984. Problemas de onomástica personal en las inscripciones romanas de Asturias, Lletres Asturianes 12:37-53.[16]
- 1985. La onomástica indígena del noroeste peninsular: astures y galaicos, III Coloquio sobre Lenguas y Culturas Paleohispánicas, Salamanca.[17]